# Герб комуни Нурберг
Герб комуни Нурберг (швед. Norbergs kommunvapen) — символ шведської адміністративно-територіальної одиниці місцевого самоврядування комуни Нурберг.

## Історія
Герб було розроблено для ландскомуни Нурберг. Отримав королівське затвердження 1949 року. Пізніше вживався як герб торговельного містечка (чепінга) Нурберг.   
Після адміністративно-територіальної реформи, проведеної в Швеції на початку 1970-х років, муніципальні герби стали використовуватися лишень комунами. Цей герб був 1971 року перебраний для нової комуни Нурберг.
Герб комуни офіційно зареєстровано 1974 року.

## Опис (блазон)
У синьому полі три срібні півлілії, укладені в трикутник, на срібній главі — синій алхімічний знак заліза.

## Зміст
Три півлілії походять з герба Енгельбректа Енгельбректсона. Алхімічний знак заліза вказує на місцеві природні ресурси.